# Andrena inclinata
Andrena inclinata är en biart som beskrevs av Henry Lorenz Viereck 1916. Andrena inclinata ingår i släktet sandbin, och familjen grävbin. Inga underarter finns listade i Catalogue of Life.